# 로이스 공화국
로이스 공화국 혹은 "로이스 인민공화국" (독일어: Volksstaat Reuß)은 튀링겐에 있는 단명한 공화국이였다. 로이스 공화국은 두 명의 로이스 가문 출신 왕자들이 로이스 공국에서 퇴위한 뒤에 2개 주에서 열린 선거에 당선되고 만들어졌다. 그 후 로이스 공화국을 포함한 6개의 주가 합쳐져 튀링겐이 만들어졌으며 튀링겐은 1920년 5월 1일에 바이마르 공화국의 주가 되었다.

## 인용 문헌
1. ↑  crwflags.com